# Brussels Hoofdstedelijk Parlement (samenstelling 2004-2009)
Dit is de lijst van volksvertegenwoordigers in het Brussels Hoofdstedelijk Parlement (BHP) voor de legislatuur 2004-2009. Het Brussels Hoofdstedelijk Parlement telt 89 leden: 72 ervan zijn Franstalige, de overige 17 Nederlandstalige.
Deze legislatuur volgt uit de Brusselse gewestverkiezingen van 13 juni 2004 en ging van start op 29 juni 2004. De legislatuur eindigde op 30 april 2009.
Tijdens deze legislatuur was de regering-Picqué III in functie, die steunde op een meerderheid van PS, cdH, Ecolo en VLD-Vivant, CD&V en sp.a-Spirit. De oppositiepartijen waren dus MR, FN en Vlaams Belang en Groen!.
De 72 Franstalige parlementsleden maken tevens deel uit van het Parlement francophone bruxellois (PFB) en de 17 Nederlandstalige parlementsleden van de Raad van de Vlaamse Gemeenschapscommissie (RVGC), die beslissingsrecht hebben over de gemeenschapsbevoegdheden die autonoom bestuurd worden door de Franse en Nederlandse taalgroep. Deze gemeenschapscommissies vormen samen de Verenigde Vergadering van de Gemeenschappelijke Gemeenschapscommissie (VVGGC), waar gemeenschapsbevoegdheden waarvoor gemeenschappelijke overeenstemming tussen beide taalgroepen vereist is worden besproken.

## Samenstelling
| Begin legislatuur (2004) | Begin legislatuur (2004) | Begin legislatuur (2004) | Einde legislatuur (2009) | Einde legislatuur (2009) | Einde legislatuur (2009) |
| Fractie                  | Fractie                  | Zetels                   | Fractie                  | Fractie                  | Zetels                   |
| ------------------------ | ------------------------ | ------------------------ | ------------------------ | ------------------------ | ------------------------ |
|                          | PS                       | 26                       |                          | PS                       | 26                       |
|                          | MR                       | 25                       |                          | MR                       | 24                       |
|                          | cdH                      | 10                       |                          | cdH                      | 11                       |
|                          | Ecolo                    | 7                        |                          | Ecolo                    | 7                        |
|                          | Vlaams Blok              | 6                        |                          | Vlaams Belang            | 5                        |
|                          | VLD                      | 4                        |                          | Open Vld                 | 4                        |
|                          | FN                       | 4                        |                          | FN                       | 3                        |
|                          | sp.a-Spirit              | 3                        |                          | sp.a                     | 3                        |
|                          | CD&V                     | 3                        |                          | CD&V                     | 3                        |
|                          | Groen!                   | 1                        |                          | Onafhankelijk            | 2                        |
|                          |                          |                          |                          | Groen!                   | 1                        |

Wijzigingen in fractiesamenstelling:
- In 2004 verlaat Danielle Caron de MR-fractie. Na drie jaar als onafhankelijke te hebben gezeteld, stapt ze in 2007 over naar de cdH-fractie.
- In 2006 verlaat Carine Vyghen de PS-fractie en stapt ze over naar de MR-fractie. In 2008 overlijdt Vyghen, waarna ze vervangen wordt door PS-politica Anne Swaelens.
- In 2007 verlaat Souad Razzouk de MR-fractie, waarna ze overstapt naar de PS-fractie.
- In 2007 gaat Paul Arku (FN) als onafhankelijke zetelen.
- In 2008 verlaat Amina Derbaki Sbaï de PS-fractie, waarna ze overstapt naar de MR-fractie.
- In 2008 verlaat Jos Van Assche de Vlaams Belang-fractie. Hij zetelt sindsdien als onafhankelijke.

## Lijst van de parlementsleden
| Volksvertegenwoordiger        | Fractie        | Taalgroep  | Opmerkingen |
| ----------------------------- | -------------- | ---------- | --- |
| Mohamed Azzouzi               | PS             | Frans      | Ondervoorzitter (BHP/VVGGC). |
| Sfia Bouarfa                  | PS             | Frans      | |
| Michèle Carthé                | PS             | Frans      | |
| Mohammadi Chahid              | PS             | Frans      | Vervangt vanaf 29 juni 2004 Françoise Dupuis, staatssecretaris in de Brusselse Hoofdstedelijke Regering. |
| Mohamed Daif                  | PS             | Frans      | Secretaris (BHP/VVGGC). |
| Alain Leduc                   | PS             | Frans      | Vervangt vanaf 29 juni 2004 Karine Lalieux, die verkiest om in de Kamer van volksvertegenwoordigers te blijven zetelen. Leduc is voorzitter van de commissie Economische Zaken, Energie, Werkgelegenheidsbeleid en Wetenschappelijk Onderzoek (BHP). |
| Willy Decourty                | PS             | Frans      | |
| Magda De Galan                | PS             | Frans      | Ondervoorzitter van het PFB, tot 28 juni 2006 voorzitter van de commissie Gezondheid (PFB) en vanaf 12 mei 2006 voorzitter van de commissie Sociale Zaken (VVGGC). |
| Amina Derbaki Sbaï            | PS             | Frans      | Derbaki Sbaï zetelde vanaf 16 april 2008 in de MR-fractie. |
| Béa Diallo                    | PS             | Frans      | |
| Ahmed El Ktibi                | PS             | Frans      | |
| Nadia El Yousfi               | PS             | Frans      | |
| Isabelle Emmery               | PS             | Frans      | Secretaris (PFB) en bijkomend lid van het Uitgebreid Bureau (BHP/VVGGC). |
| Anne-Sylvie Mouzon            | PS             | Frans      | Vervangt vanaf 29 juni 2004 Freddy Thielemans, die verkiest om het burgemeesterschap van Brussel niet te cumuleren met het mandaat van Brussels volksvertegenwoordiger. Mouzon is voorzitter van de PS-fractie van het PFB. |
| Julie Fiszman                 | PS             | Frans      | Vervangt vanaf 19 juli 2004 Emir Kir, die staatssecretaris in de Brusselse Hoofdstedelijke Regering wordt. |
| Jacques De Coster             | PS             | Frans      | Vervangt vanaf 19 oktober 2005 de overleden Joseph Parmentier, die van 29 juni tot 19 juli 2004 ontslagnemend minister in de Brusselse Hoofdstedelijke Regering Eric Tomas en vanaf 19 juli 2004 minister in de Brusselse Hoofdstedelijke Regering Charles Picqué verving. Joseph Parmentier was tot 15 september 2005 voorzitter van de commissie Leefmilieu, Natuurbehoud en Waterbeleid (BHP).                                     |
| Véronique Jamoulle            | PS             | Frans      | Vanaf 21 november 2005 voorzitter van de commissie Onderwijs, Opleiding, Cultuur, Toerisme, Sport en Schoolvervoer (PFB) |
| Mohamed Lahlali               | PS             | Frans      | |
| Rachid Madrane                | PS             | Frans      | Secretaris (PFB). |
| Emin Ozkara                   | PS             | Frans      | Secretaris (BHP/VVGGC). |
| Olivia P'tito                 | PS             | Frans      | Vervangt vanaf 19 juli 2004 Fadila Laanan, die minister in de Franse Gemeenschapsregering wordt. P'tito is tot 21 november 2005 voorzitter van de commissie Onderwijs, Opleiding, Cultuur, Toerisme, Sport en Schoolvervoer (PFB) en vanaf 22 november 2005 voorzitter van de commissie Leefmilieu, Natuurbehoud en Waterbeleid (BHP).                                                                                                |
| Mahfoudh Romdhani             | PS             | Frans      | Ondervoorzitter (PFB). |
| Fatiha Saïdi                  | PS             | Frans      | Vanaf 28 juni 2006 voorzitter van de commissie Gezondheid (PFB). |
| Anne Swaelens                 | PS             | Frans      | Vervangt vanaf 18 januari 2008 de overleden Carine Vyghen. Vyghen zetelde vanaf 11 december 2006 in de MR-fractie en was tot 12 mei 2006 voorzitter van de commissie Sociale Zaken (VVGGC). |
| Eric Tomas                    | PS             | Frans      | Werd van 29 juni tot 19 juli 2004 als ontslagnemend minister in de Brusselse Hoofdstedelijke Regering vervangen door Joseph Parmentier. Eric Tomas is vanaf 19 juli 2004 parlementsvoorzitter (BHP/VVGGC) en voorzitter van de commissie Financiën, Begroting, Openbaar Ambt, Externe Betrekkingen en Algemene Zaken (BHP). |
| Rudi Vervoort                 | PS             | Frans      | Voorzitter van de PS-fractie (BHP/VVGGC). |
| Françoise Bertieaux           | MR             | Frans      | Vervangt vanaf 29 juni 2004 Frédérique Ries, die verkiest om in het Europees Parlement te zetelen. |
| Alain Zenner                  | MR             | Frans      | Vervangt vanaf 29 juni 2004 François-Xavier de Donnéa, die verkiest om in de Kamer van volksvertegenwoordigers te blijven. |
| Olivier de Clippele           | MR             | Frans      | |
| Yves de Jonghe d'Ardoye d'Erp | MR             | Frans      | Secretaris (BHP/VVGGC). |
| Serge de Patoul               | MR             | Frans      | Vanaf 26 november 2004 secretaris (PFB) en vanaf 13 maart 2007 voorzitter van de commissie Sociale Zaken (PFB). |
| Alain Destexhe                | MR             | Frans      | |
| Vincent De Wolf               | MR             | Frans      | Secretaris (PFB). |
| Willem Draps                  | MR             | Frans      | Werd van 29 juni tot 16 juli 2004 als ontslagnemend staatssecretaris in de Brusselse Hoofdstedelijke Regering vervangen door Mustapha El Karouni. Draps is secretaris (BHP/VVGGC) en voorzitter van de commissie Infrastructuur (BHP). |
| François Roelants du Vivier   | MR             | Frans      | Vervangt vanaf 29 juni 2004 Corinne De Permentier, die verkiest om in de Kamer van volksvertegenwoordigers te blijven zetelen. |
| Dominique Dufourny            | MR             | Frans      | Vervangt vanaf 29 juni 2007 de overleden Jacques Simonet. Eerder verving Dufourny van 29 juni tot 16 juli 2004 Didier Gosuin als ontslagnemend minister in de Brusselse Hoofdstedelijke Regering. Simonet was tot aan zijn overlijden op 14 juni 2007 voorzitter van de MR-fractie (BHP/VVGGC). |
| Nathalie Gilson               | MR             | Frans      | |
| Didier Gosuin                 | MR             | Frans      | Werd van 29 juni tot 16 juli 2004 als ontslagnemend minister in de Brusselse Hoofdstedelijke Regering vervangen door Dominique Dufourny. Gosuin is ondervoorzitter (BHP/VVGGC). |
| Michèle Hasquin-Nahum         | MR             | Frans      | |
| Marion Lemesre                | MR             | Frans      | Ondervoorzitter (BHP/VVGGC). |
| Isabelle Molenberg            | MR             | Frans      | |
| Martine Payfa                 | MR             | Frans      | Ondervoorzitter (PFB). |
| Caroline Persoons             | MR             | Frans      | Voorzitter van de MR-fractie (PFB). |
| Philippe Pivin                | MR             | Frans      | |
| Mustapha El Karouni           | MR             | Frans      | Vervangt vanaf 29 juni 2007 Bernard Clerfayt, die lid wordt van de Kamer van volksvertegenwoordigers. Eerder verving El Karouni van 29 juni tot 16 juli 2004 Willem Draps, ontslagnemend staatssecretaris in de Brusselse Hoofdstedelijke Regering. Clerfayt was van 19 juli 2004 tot 27 juni 2007 bijkomend lid van het Uitgebreid Bureau (BHP/VVGGC).                                                                               |
| Souad Razzouk                 | MR             | Frans      | Razzouk zetelde vanaf 12 februari 2007 in de PS-fractie en was tot 13 maart 2007 voorzitter van de commissie Sociale Zaken (PFB). |
| Jacqueline Rousseaux          | MR             | Frans      | |
| Françoise Schepmans           | MR             | Frans      | Voorzitter van de MR-fractie vanaf 21 juni 2007 (BHP/VVGGC). |
| Viviane Teitelbaum            | MR             | Frans      | |
| Michel Colson                 | MR             | Frans      | Vervangt vanaf 19 oktober 2005 de overleden Eric André. Eerder verving hij van 29 juni tot 16 juli 2004 ontslagnemend minister in de Brusselse Hoofdstedelijke Regering Jacques Simonet. Colson is vanaf 25 oktober 2005 voorzitter van de commissie Huisvesting en Stadsvernieuwing (BHP) en vanaf 3 juli 2007 bijkomend lid van het Uitgebreid Bureau (BHP/VVGGC).                                                                  |
| Danielle Caron                | MR             | Frans      | Zetelt van 18 november 2004 tot 18 januari 2007 als onafhankelijke en stapt op 18 januari 2007 over naar de cdH-fractie. Caron was tot 26 november 2004 secretaris van het PFB en tot 25 oktober 2005 voorzitter van de commissie Huisvesting en Stadsvernieuwing (BHP). |
| Julie De Groote               | cdH            | Frans      | |
| Stéphane de Lobkowicz         | cdH            | Frans      | Secretaris van het PFB. |
| Hamza Fassi-Fihri             | cdH            | Frans      | Vervangt vanaf 29 juni 2007 Francis Delpérée, die lid wordt van de Belgische Senaat. |
| Céline Fremault               | cdH            | Frans      | Vervangt vanaf 16 juni 2004 Benoît Cerexhe, die minister in de Brusselse Hoofdstedelijke Regering wordt. |
| Denis Grimberghs              | cdH            | Frans      | Vervangt vanaf 29 juni 2004 Clotilde Nyssens, die verkiest om in de Belgische Senaat te blijven zetelen. Grimberghs is voorzitter van de cdH-fractie (BHP/VVGGC). |
| Hervé Doyen                   | cdH            | Frans      | Vervangt vanaf 29 juni 2004 Joëlle Milquet, die verkiest om in de Kamer van volksvertegenwoordigers te blijven zetelen. Doyen is voorzitter van de commissie Binnenlandse Zaken, Lokale Besturen en Agglomeratiebevoegdheden (BHP). |
| Bertin Mampaka Mankamba       | cdH            | Frans      | |
| André du Bus de Warnaffe      | cdH            | Frans      | Voorzitter van de cdH-fractie (PFB). |
| Joël Riguelle                 | cdH            | Frans      | Secretaris. |
| Fatima Moussaoui              | cdH            | Frans      | |
| Dominique Braeckman           | Ecolo          | Frans      | Voorzitter van de Ecolo-fractie (PFB). |
| Alain Daems                   | Ecolo          | Frans      | Vervangt vanaf 16 juli 2004 Evelyne Huytebroeck, die minister in de Brusselse Hoofdstedelijke Regering wordt. Daems is secretaris vanaf 19 juli 2004 (BHP/VVGGC). |
| Céline Delforge               | Ecolo          | Frans      | |
| Christos Doulkeridis          | Ecolo          | Frans      | Vanaf 27 juli 2004 voorzitter van het PFB en voorzitter van de commissie Begroting, Administratie, Internationale Betrekkingen en Residuaire Bevoegdheden (PFB). |
| Josy Dubié                    | Ecolo          | Frans      | |
| Paul Galand                   | Ecolo          | Frans      | |
| Yaron Pesztat                 | Ecolo          | Frans      | Secretaris tot 19 juli 2004 (BHP/VVGGC) en voorzitter van de Ecolo-fractie (BHP/VVGGC). |
| Paul Arku                     | Front National | Frans      | Zetelt vanaf 7 februari 2007 als onafhankelijke. |
| Patrick Sessler               | Front National | Frans      | Vervangt vanaf 18 januari 2008 de overleden Guy Hance. Hance zelf verving van 18 oktober 2006 tot 17 januari 2008 Daniel Féret, die door een veroordeling wegens aanzetten tot haat en racisme voor tien jaar zijn burgerrechten verloor en bijgevolg geen politiek mandaat meer mocht uitoefenen. |
| Audrey Rorive                 | Front National | Frans      | |
| Christiane Van Nieuwenhoven   | Front National | Frans      | |
| Johan Demol                   | Vlaams Blok    | Nederlands | Voorzitter van de Vlaams Blok/Vlaams Belang-fractie (BHP/VVGGC). |
| Frederic Erens                | Vlaams Blok    | Nederlands | Secretaris van de RVGC en vanaf 15 oktober 2008 secretaris van het BHP en de VVGGC. |
| Dominiek Lootens-Stael        | Vlaams Blok    | Nederlands | Secretaris (BHP/VVGGC) en voorzitter van de Vlaams Blok/Vlaams Belang-fractie in de RVGC. |
| Erland Pison                  | Vlaams Blok    | Nederlands | Vervangt vanaf 29 juni 2004 Greet Van Linter, die verkiest om in het Vlaams Parlement te zetelen. Pison is secretaris van de RVGC en vanaf 12 november 2008 voorzitter van de commissie Welzijn, Gezondheid en Senioren (RVGC). |
| Valérie Seyns                 | Vlaams Blok    | Nederlands | Secretaris van het RVGC. |
| Jos Van Assche                | Vlaams Blok    | Nederlands | Zetelt vanaf 26 september 2008 als onafhankelijke. Van Assche was secretaris tot 15 oktober 2008 (BHP/VVGGC) en tot 9 oktober 2008 voorzitter van de commissie Welzijn, Gezondheid en Senioren (RVGC). |
| Jos Chabert                   | CD&V           | Nederlands | Werd van 29 juni tot 16 juli 2004 als ontslagnemend minister in de Brusselse Hoofdstedelijke Regering vervangen door Brigitte De Pauw. Chabert was tot 18 oktober 2006 ondervoorzitter (BHP/VVGGC) en tot 18 oktober 2006 voorzitter van de commissie Ruimtelijke Ordening, Stedenbouw en Grondbeleid (BHP) en daarna vanaf 18 oktober 2006 secretaris (BHP/VVGGC).                                                                   |
| Brigitte De Pauw              | CD&V           | Nederlands | Vervangt vanaf 16 juli 2004 Brigitte Grouwels, staatssecretaris in de Brusselse Hoofdstedelijke Regering. Eerder verving De Pauw van 29 juni tot 16 juli 2004 ontslagnemend minister in de Brusselse Hoofdstedelijke Regering Jos Chabert. De Pauw is tot 20 oktober 2006 voorzitter van de CD&V-fractie in de RVGC, voorzitter van de commissie Cultuur, Jeugd en Sport (RVGC) en vanaf 20 oktober 2006 ondervoorzitter van de RVGC. |
| Walter Vandenbossche          | CD&V           | Nederlands | Voorzitter van de CD&V-fractie in het BHP en de VVGGC, tot 20 oktober 2006 secretaris van de RVGC en vanaf 20 oktober 2006 voorzitter van de CD&V-fractie in de RVGC. |
| Fouad Ahidar                  | Spirit         | Nederlands | Secretaris tot 18 oktober 2006 (BHP/VVGGC), voorzitter van de sp.a-spirit/sp.a-Vl.Pro/sp.a-fractie in de RVGC, voorzitter van de commissie Onderwijs en Beroepsopleiding (RVGC) en vanaf 20 oktober 2006 secretaris van de RVGC. |
| Jan Beghin                    | sp.a           | Nederlands | Vervangt vanaf 29 juni 2004 Pascal Smet, staatssecretaris in de Brusselse Hoofdstedelijke Regering. Beghin is tot 20 oktober 2006 ondervoorzitter van de RVGC, vanaf 18 oktober 2006 ondervoorzitter van het BHP en de VVGGC), vanaf 18 oktober 2006 voorzitter van de commissie Ruimtelijke Ordening, Stedenbouw en Grondbeleid (BHP).                                                                                               |
| Marie-Paule Quix              | Spirit         | Nederlands | Voorzitter van de sp.a-Spirit/sp.a-Vl. Pro/sp.a-fractie (BHP/VVGGC). |
| Els Ampe                      | VLD            | Nederlands | Secretaris (RVGC). |
| René Coppens                  | VLD            | Nederlands | Vervangt vanaf 29 juni 2004 Guy Vanhengel, minister in de Brusselse Hoofdstedelijke Regering. Coppens is secretaris vanaf 19 juli 2004 (BHP/VVGGC). |
| Carla Dejonghe                | VLD            | Nederlands | Secretaris tot 19 juli 2004 (BHP/VVGGC) en voorzitter van de VLD/Open Vld-fractie in de RVGC. |
| Jean-Luc Vanraes              | VLD            | Nederlands | Voorzitter van de VLD/Open Vld-fractie (BHP/VVGGC) en voorzitter van de commissie Gezondheid (VVGGC). Eveneens voorzitter van de RVGC, waar hij ook voorzitter was van de commissie Algemene Zaken, Financiën en Begroting. |
| Adelheid Byttebier            | Groen!         | Nederlands | Voorzitter van de Groen!-fractie (BHP/VVGGC/RVGC). |